# TT243
La tombe thébaine TT 243 est située à El-Assasif, dans la nécropole thébaine, sur la rive ouest du Nil, face à Louxor en Égypte.
C'est la tombe d'un dénommé Pemu, maire de Thèbes.